# نولان متشعب
نولان متشعب  (الاسم العلمي:Nolana ramosissima) هو نوع نباتي يتبع جنس النولان من فصيلة الباذنجانية.